# Mario Alberti (fumettista)
Mario Alberti (Trieste, 7 maggio 1965) è un fumettista italiano.
È conosciuto in Italia per la sua collaborazione con le testate Nathan Never, Dragonero e Legs Weaver della casa editrice Sergio Bonelli Editore  e all'estero per le serie Morgana e Redhand, pubblicate in Francia da Les Humanoïdes Associés.

## Biografia
Laureato in Economia e Commercio con una tesi sulla Distribuzione nell'editoria a fumetti esordisce da professionista nel 1990 sulle pagine di Fumo di China, con una storia breve del suo personaggio Holly Connick che verrà ristampata nella collana Nuvole da Comics e Dintorni.
Nel '91, inizia a collaborare con la rivista Intrepido, disegnando diversi liberi e alcuni episodi della serie Dipartimento ESP su testi di Michelangelo La Neve.
Nel 1993 entra a far parte dello staff della Sergio Bonelli Editore lavorando sulla collana Nathan Never.
Nel 1994, con Il Canto della Balena, numero 31 della serie, vince il premio Albertarelli.
Dal '95 lavora anche sugli albi di Legs Weaver, ancora per la Bonelli, e nel '99 esordisce alla sceneggiatura sulla stessa collana, scrivendo l'albo speciale L'immortale.
Nel 2000, inizia la fruttuosa collaborazione con Luca Enoch, al quale propone di preparare un progetto da presentare in Francia, la serie Morgana, pubblicata dal 2002 per i tipi dell'editore francese Les Humanoïdes Associés e tuttora in corso.
Morgana è stata pubblicata anche in Spagna, Portogallo, Germania, Stati Uniti e in Italia esce per Vittorio Pavesio Productions.
Ancora per gli Humanoides  e su testi di Kurt Busiek  disegna dal 2004 la serie Redhand.
Ha illustrato alcune copertine della serie Jonathan Steele di Federico Memola, edito da Star Comics.
Dal 2006 collabora con DC Comics, realizzando numerose copertine tra cui Aquaman, Wonder Woman, Dr. Fate e Shadowpact.
Nel 2012, per la Marvel, su testi di Christos N. Gage, disegna una miniserie dedicata a Spider-Man e gli X-Men che copre un lungo arco della vita degli eroi.
Nello stesso anno, per la Sergio Bonelli Editore, realizza la copertina del nono Dylan Dog Color Fest che comprende storie di Mauro Boselli e Maurizio Mantero tra gli altri.
Realizzerà poi la copertina del Dylan Dog Color Fest 2014 e del primo speciale a colori di Dragonero.
Dal 2013 esce in Francia la serie Cutting Edge, sceneggiata da Francesco Dimitri per i tipi di Delcourt, conclusa in quattro volumi e pubblicata in Italia da Panini Comics.
Alterna ai fumetti diverse illustrazioni per Ducati, Trieste Science + Fiction Festival e Cross Cult tra gli altri.
Nel 2016 esce il volume Tex - Frontera, scritto da Mauro Boselli e nel 2017 Il Canto di Gaia, scritto da Alberto Ostini, per la serie Nathan Never, entrambi di Sergio Bonelli Editore.
Nello stesso anno vince la ILM Art Department Challenge su artstation.com e nel 2017 il premio Giacomo Pueroni per il miglior disegnatore di fantascienza.
Nel 2017 disegna il primo albo della nuova collana Bandasenzanima, spin-off della serie Dragonero di Luca Enoch e Stefano Vietti, nuovamente con Stefano Vietti realizza il primo albo della nuova serie Angie Digitwin per Panini Comics.